# 宝物 (FLOWER FLOWERの曲)
「宝物」（たからもの）は、日本のロックバンド・FLOWER FLOWERの楽曲。同バンド1枚目のシングルとして2016年9月7日にソニー・ミュージックレーベルズの内部レーベルであるソニー・ミュージックレコーズのロック部門レーベル・gr8!recordsからCDがリリースされた。

## 解説
2015年2月リリースのミニアルバム『色』から、yuiの結婚・出産をはさんでおよそ1年半ぶりのリリースとなる作品であり、デビュー以来初となるシングル作品。yuiは作品のリリースについて、「また曲を届けることができると思っていなかった、素直にうれしいです」と話している。
シングルは初回生産限定盤と通常盤の2種類がリリース。初回生産限定盤には特典として、FLOWER FLOWERが正式に活動を開始する以前の2013年3月に渋谷WWWで開催したシークレットライブの音源を収録したCDが付属する。

## 収録曲

### 曲解説
1. 宝物
バンドの活動初期からライブで披露されていた楽曲で[3][4][5]、yuiが恩人と慕っているある夫婦のエピソードが題材となっている[6]。2014年リリースの1stアルバム『実』の収録候補として一度レコーディングされていたが、当時は収録を見送られ[3]、「バンドが今の気持ちで録ったものを収録しよう」という思いから再レコーディングが行われた[4][5]。
MVはアニメーション作家のいよりさきが監督を務めた、ある女性の生涯を描いたアニメーション映像となっている。yuiはこのMVについて「この作品を見たときに、涙が出ました。すごくよかった」と話している[6]。
2. 炎
2016年に入ってからセッションを行って完成した、「2016年第一号の曲」[3][4][5]。

### 収録内容
| 全作詞: yui、全編曲: FLOWER FLOWER。 |           |           |               |      |
| #                                    | タイトル  | 作詞      | 作曲          | 時間 |
| 1.                                   | 「宝物」  | yui       | yui           | 4:52 |
| 2.                                   | 「炎」    | yui       | FLOWER FLOWER | 5:09 |
| 合計時間:                            | 合計時間: | 合計時間: | 10:01         |      |

| #  | タイトル                                  | 作詞 | 作曲・編曲 | 時間 |
| -- | ----------------------------------------- | ---- | ---------- | ---- |
| 1. | 「とうめいなうた（Live at Shibuya WWW）」 |      |            | 5:28 |
| 2. | 「宝物（Live at Shibuya WWW）」           |      |            | 4:58 |
| 3. | 「スタートライン（Live at Shibuya WWW）」 |      |            | 5:40 |